# Qiu Zhu
Qiu Zhu, född före 1565, död 1585, var en kinesisk målare.  
Hon är särskilt känd för sina målningar av gudinnan Guanyin.